# Inodoro Pereyra
Inodoro Pereyra (el renegáu) es una historieta argentina creada en 1972 por el escritor y dibujante argentino Roberto Fontanarrosa, que trata sobre la vida de un gaucho solitario de la pampa argentina.
Alguna vez el personaje se presentó a sí mismo diciendo: soy Pereyra por mi mama, e Inodoro por mi tata, que era sanitario.

## Historia
Apareció por primera vez a fines de 1972, en la revista de humor popular Hortensia, de Córdoba, una usina de talentos de la época.
La historieta era, originariamente, una parodia en la que se exageraban los giros lingüísticos y los estereotipos terruñales, concretamente no se parodiaba al gaucho en sí sino a ciertos gauchos ficticios precedentes en las historietas (Santos Leiva, Lindor Covas "El Cimarrón", El Huinca o Fabián Leyes entre otros); además era, gráficamente, más elaborada. En toda esa etapa, Inodoro se convertiría en anfitrión pampeano de diversos y extraños visitantes, mientras se perfilaba, ya como una constante, el que sería su ladero inseparable: Mendieta, un perro parlante que acompañaría a su amo en sus andanzas, compartiendo con él razonamiento y acuñando frases memorables, como "negociemos, Don Inodoro" y "qué lo parió". Ante la inquietud de un público que lo ha seguido durante años, Inodoro Pereyra, un gaucho renegado y cabrío, conocido por ser el “renegau” (renegado), jamás ha tenido inconvenientes en presentarse diciendo: “Pereyra por mi mama, Inodoro por mi tata (padre), que era sanitario”.
Luego pasó por las revistas Mengano y Siete Días, con aventuras por entregas, donde Mendieta (quien, según relató una vez, en realidad era un "cristiano emperrado por un inoportuno eclipse de luna") ganará letra y estatura de coprotagonista. Ahí crece la peripecia en episodios de largo desarrollo y falso suspenso de folletín, con el héroe siempre en busca de nuevas aventuras.
Las historias de Inodoro Pereyra en este periodo muchas veces eran por entregas de dos o tres páginas cada una, cada historia estaba compuesta de aproximadamente 10 entregas. 
Al inicio de cada entrega el autor incluía un breve resumen de lo sucedido, dicho resumen a menudo estaba escrito en clave humorística, ironizando el lenguaje del radioteatro, el folletín y la poesía gauchesca.
Finalmente, en 1976 Inodoro se instala junto a su compañera, Eulogia Tapia, y el Mendieta, en el diario Clarín de Buenos Aires, en donde vuelve a publicarse en forma de historias unitarias, alejándose progresivamente del vértigo aventurero y con el incremento de una esgrima verbal mayor, sutil, y sin pausa (cuadro a cuadro).
El estilo del dibujo de esta historieta sufrió un notable cambio tras 1975; hasta entonces y desde 1972 los personajes eran dibujados delgados, con trazos agudos y contrastes llamativos, a partir de 1976 Inodoro Pereyra aparece con un dibujo que le da expresión blanda mientras su compañera "La Eulogia" deja de ser una joven estilizada para pasar a ser una matrona ampulosa y algo torpe.
Luego de pasar por diferentes secciones, la historieta se incorpora a Viva, la revista dominical del matutino Clarín. Es ahí donde Inodoro se aquieta, anclado en su rancho  de adobe  (con un único árbol), con su mujer, su perro y su chiquero, los que serían sus únicas posesiones.
Las tiras de Inodoro Pereyra fueron también publicadas en forma de libro por Ediciones de la Flor.
A diferencia de lo que ocurre en otras historietas, en estas tiras el remate suele ser secundario, dado que el efecto humorístico no se sintetiza exclusivamente en el final sino en la vertiginosa acumulación de chistes previa: el ideal es una ocurrencia por cuadrito (sobre todo desde que comenzó a publicarse en forma de historias unitarias).
Tanto el remate como muchos de los chistes intermedios están a cargo de Mendieta, que funciona como la conciencia  sensata en estas historias de humor errático y absurdo. Además, la comicidad de esta tira reside en el lenguaje, ya que Inodoro Pereyra realiza muchos juegos de palabras.

## Personajes

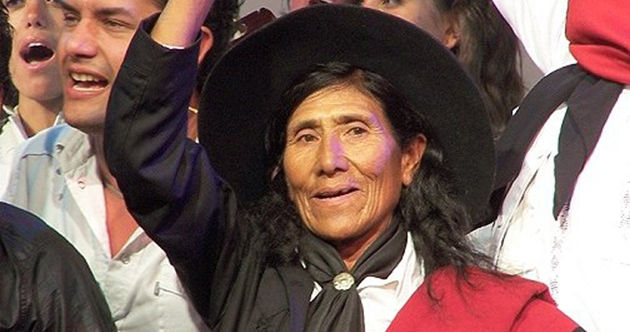
Eulogia Tapia de la localidad de La Poma (Provincia de Salta), inmortalizada en la zamba “La Pomeña” de Manuel J. Castilla con música del Cuchi Leguizamón. Posteriormente Roberto Fontanarrosa la incluiría como un personaje en su historieta “Inodoro Pereyra”.

### Inodoro Pereyra
Es una parodia de las idealizaciones que se hicieron del  gaucho de la pampa argentina y, específicamente, del gaucho Martín Fierro. Solitario, reflexiona sobre la vida, acompañado de su perro Mendieta, y recibe a extraños en su pobre rancho, a los que aconseja de manera peculiar. Tiene mucho que ver con el humor de Inodoro Pereyra justamente el tema de su lenguaje, porque hace muchos juegos de palabras.

### Mendieta
Un perro bajo y amigable, de raza desconocida, que posee la facultad de hablar. Acompaña a Inodoro en sus andanzas compartiendo con él razonamientos, llegando a funcionar como el confidente de Pereyra.
En un episodio, Mendieta explica que él era séptimo hijo varón, y que se transformaba en Lobizón las noches de luna llena; pero se vio afectado por un eclipse, que lo dejó en estado de perro parlante.

### Eulogia Tapia
En la primera aparición de Inodoro Pereyra (1972) éste se presenta recién emparejado con mujer (su "china"), que fue dibujada por Fontanarrosa como una muchacha muy joven y delgada con facciones que la sugerían bella (aún dentro de la estética caricaturesca de los dibujos). Esta mujer que es concubina de Inodoro desde 1976 es dibujada como gorda y fea (aumentó 25 kg en un cuadradito). Es hogareña, tiene muy mal carácter y es celosa, al punto de enojarse como una fiera cuando Inodoro llega tarde.

### Los loros
A través de los años, son los enemigos por antonomasia de Inodoro; andan en bandada, lo molestan y "lo toman para el churrete". Si bien le generan problemas y diversos males algunas veces le ayudan, lo que hace confundir la cabeza del gaucho. Entre ellos se destaca el loro Lorenzo.

### Losranqueles
Son indios salvajes que de vez en cuando se presentan en el rancho de Inodoro, ya sea para amenazarlo o para pedirle un consejo. Su líder es el cacique Lloriqueo.

"Si reflexionásemos no seríamos una tribu indígena. Seríamos una corriente de pensamiento".

### Nabucodonosor II
Es un cerdo vegetariano que habla, se cree sex symbol ya que es el único macho en medio de varias hembras y ganó el primer lugar en una feria local; tiene veleidades de filósofo e intelectual.

### El Escorpión Resolana
Es el "tape" (gaucho muy rústico) bravo del pago. En una ocasión se batió a duelo con Inodoro Pereyra luego de haber insultado a Eulogia.

## Frases célebres
| Inodoro- ¡Mire esta vaca, Serafín! Musa inspiradora de miles de composiciones escolares... ¡Y ahora es acusada de traficante de colesterol por el naturismo apátrida! Nos da su leche, su carne, su cuero. ¡ Lo quiero ver a usté haciéndose una campera de zapayitos!                                               |
| Inodoro- Estar solo no es nada, lo malo es darse cuenta. |
| Mendieta - Que lo parió... |
| Inodoro - Dios, dame paciencia... ¡pero ya! |
| Inodoro - Estoy comprometido con mi tierra, casado con sus problemas y divorciado de sus riquezas. |
| Mendieta - ¿Y usted cómo se gana la vida? Inodoro - ¿Ganar? De casualidá estoy sacando un empate. |
| Señor - Buenos días ¿Usted es Inodoro Pereyra? Inodoro - De cuerpo presente. |
| Señor - Me han dicho que es el último gaucho. Inodoro - ¡Ahijuna con la lobuna! ¡No sabía que era carrera mi amigo! ¿Y quien salió primero? |
| Inodoro - La Eulogia es una santa. No como mi cuñada, que sufre el Síndrome de la Abeja Reina. Se cree una reina y es un bicho. |
| Inodoro - Digo yo, Mendieta... pa' conseguir la famosa leche cultivada... ¿habrá que sembrar la vaca? Mendieta - ¿Y el caldo de cultivo, don Inodoro? Inodoro - ¡Las veces que tiré sopa en el surco y no brotó ni un fidéu dedalito!                                                                                |
| Eulogia - Hay una muchacha en la ciudad que circula diciendo que usted es el padre de sus gemelos... Inodoro - Eso es una exageración... De uno de ellos, quizá, pero no de ambos... |
| Inodoro - Vago no, quizá algo tímido para el esjuerzo. |
| Mendieta - Criaturita de Dios (a los loros) |
| Mendieta - Dígame don Inodoro ¿usté está con la Eulogia por alguna promesa? Inodoro - Mendieta, uno se deslumbra con la mujer linda, se asombra con la inteligente... y se queda con la que le da pelota. |
| Señor - Buenas tardes don Inodoro, ¿cómo está? inodoro - Mal, pero acostumbráu. |
| Inodoro - ¡Ave Marìa Purísima, sin recado conseguida...! |
| Inodoro - Como dijo Balcarce, hace un frío de morirse. |
| Inodoro - Usted no está gorda, Eulogia. Es un bastión contra la anorexia apátrida. |
| Inodoro - Con la verdá no ofendo ni temo. Con la mentira zafo y sobrevivo, Mendieta. |
| Inodoro - Y ya me calenté... |
| Inodoro - Ahí viene el gaucho Juan Salse... |
| Inodoro - Soy crítico meteorológico, señor. La tormenta de anoche: "Floja iluminación de los relámpagos, yuvia repetida, escenografía pobre y pésimo sonido de los truenos en otro fiasco de esta puesta en escena de Tata Dios. Una típica propuesta de verano, liviana, pasatista, para un público poco exigente". |
| Mendieta - Justo la cara tenía que ser. Inodoro - Una cosa es la sinceridad amistosa, y otra cosa es la crueldad innecesaria |
| Inodoro - El rancho no es grande, pero tampoco limpio. |
| Inodoro - Endijpué de tantos años, si tengo que elegir otra vez, la elijo a la Eulogia con los ojos cerrados . Porque si los abro elijo a otra. |
| Inodoro - Y cómo andará la sequía, que la Paulina me ha dau leche en polvo. |
| Inodoro - Mendieta, ¿la alpargata es un zapato corrector? Mendieta - No lo creo, Inodoro. Inodoro - Porque mi tata me corregía a alpargatazos. |
| Inodoro - Abran cancha! Abran cancha! Qu'ahí vengo yo! |
| Inodoro - Vamos a ver, dijo un ciego |
| Inodoro - Es raro, Eulogia... Porque la vinchuca es una enfermedá social... Y nosotros mucha vida social que digamos no yevamos |
| Inodoro - Celoso como gatiyo limáu |
| Inodoro - Rápida como escupida e' músico |
| Inodoro - ¿Y usté cree, Mendieta, que si yo tuviera otra personalidá, andaría con ésta? |
| Inodoro - ¡Ya sé que sos un desalmado, sotreta! Pero pelá el fierro que te viá priesentar al hijo e' mi tata que no es mi hermano |
| Inodoro - Disculpe, Mendieta, pero pienso que cada uno debe saber sus limitaciones Mendieta - Son tantas mis limitaciones que, de saberlas tuitas, sabría muchísimo |
| Inodoro - Usté es más bien un perro faldero Mendieta - ¡¿Faldero?! Inodoro - ¿Acaso no se la pasa comiendo puchero e' falda? |
| Inodoro - No soy bajo. Soy rengo de las dos piernas. |
| Inodoro - ¡Un paquete escuendido! Mendieta - ¡No lo abra, don Inodoro! ¡Puede ser un paquete económico! |
| Inodoro - Pero... me dijeron que estaba levantando cabeza Moza - Sí. Ansina. Pa ver si vienen los acreedores |
| Eulogia - Inodoro... ¿Quiere que nos echemos algún censor de enemigo? Inodoro - Y güeno, Eulogia... Hay gente que nos honra con su enemistá |
| Inodoro - Cargo con la pesada misión de la luciérnaga, Mendieta: briyar siempre |